# Дневники Кэрри (сезон 2)
Второй сезон сериала «Дневники Кэрри» выходил в эфир канала The CW с 25 октября 2013 года по 31 января 2014 года.

## В ролях

### Основной состав
- Аннасофия Робб — Кэрри Брэдшоу
- Остин Батлер — Себастьян Кид
- Эллен Вонг — Джилл Чен
- Кэти Финдлэй — Мэгги Лэндерс
- Стефания Оуэн — Доррит Брэдшоу
- Брендан Дулинг — Уолт Рейнольдс
- Хлоя Бриджес — Донна ЛаДонна
- Фрима Аджимен — Ларисса Лофлин
- Мэтт Летчер — Том Брэдшоу
- Линдси Горт — Саманта Джонс[1][2]

### Второстепенные персонажи
- Джейк Робинсон — Беннет Уилкокс, коллега Лариссы и возлюбленный Уолта
- Скотт Коэн — Харлан Сильвер, давний друг и коллега Тома
- Надя Даджани — Деб, возлюбленная Тома, мать-одиночка
- Р. Джей. Браун — Томас Уэст, соперник Мыши, с которым она вскоре начинает встречаться
- Крис Вуд — Адам Уивер, новый возлюбленный Кэрри
- Терри Серпико — Мистер Кидд, отец Себастьяна
- Молли Симс — Вики, взрослая любовница Себастьяна
- Джон Бойд — Эллиот, женатый любовник Саманты
- Джуллиан Йао Джиойейо — Скотт, новый парень Доррит
- Клейборн Эдлер — Пит, военный, возлюбленный Мэгги
- Эван Крукс — Миллер, возлюбленный Доррит
- Уитни Вэнс и Александра Миллер — Две Джен, подруги Донны
- Кейт Ноулин — Барбара, начальница Кэрри в адвокатской конторе
- Джош Салатин — Саймон Бирнс, местный полицейский и любовник Мэгги

Кроме пополнения основного состава в лице Линдси Горт, во втором сезоне зрителей знакомят с новыми персонажами. Терри Серпико сыграл отца Себастьяна. Крис Вуд исполнил роль Адама Уивера, нового возлюбленного Кэрри, с которой у неё начался роман после расставания с Себастьяном. Между тем, Себастьян начнёт тайно встречаться с женщиной старшей него — роль обворожительной Вики сыграла Молли Симс.

## Эпизоды
| № общий | № в сезоне | Название                 | Режиссёр               | Автор сценария              | Дата премьеры   | Произв. код | Зрители в США (млн) |
| --- | ---------- | ------------------------ | ---------------------- | --------------------------- | --------------- | ----------- | ------------------- |
| 14 | 1          | «Win Some, Lose Some»    | Энди Волк              | Эми Б. Харрис               | 25 октября 2013 | 4X5201      | 0,78                |
| После предательства Себастьяна и Мэгги, Кэрри решает всё лето провести в городе в квартире Лариссы вместе с Уолтом, общаясь с Донной. Вскоре Кэрри знакомится с её кузиной, эксцентричной Самантой Джонс, которая очаровывает Кэрри. Между тем, в попытке сбежать от Себастьяна, приехавшего к ней, Кэрри теряет сумку её матери. Мышь пытается усложнить жизнь Мэгги, работающей в загородном клубе, появившись там вместе с Уэстом. Том узнаёт о том, что Доррит встречается с Миллером.                                                   |            |                          |                        |                             |                 |             |                     |
| 15 | 2          | «Express Yourself»       | Эми Хэкэрлинк          | Джессика О'Тул и Эми Рардин | 1 ноября 2013   | 4X5202      | 0,89                |
| Саманта гостит в квартире Лариссы, временами заставляя Кэрри и Уолта чувствовать себя некомфортно из-за чрезмерной непосредственности Саманты. Уолт пытается набраться храбрости и признаться Беннету в своих чувствах. Кэрри решает устроить празднование 18-летия Уолта на концерте, где работает Беннет. Том впервые приглашает Дэб переночевать у него. |            |                          |                        |                             |                 |             |                     |
| 16 | 3          | «Strings Attached»       | Дэйзи Фон Шерлер Мейер | Даг Стокстилл               | 8 ноября 2013   | 4X5203      | 0,77                |
| Ларрисса возвращается домой и сразу же приглашает Кэрри и Уолта на уникальный японский фестиваль. Там Ларисса впервые знакомится с Самантой, и девушки сразу же чувствуют антипатию друг к другу. Мышь полна решимости помочь Мэгги поступить в колледж, а сама Мэгги готова плюнуть на своё будущее. В первый учебный день Уолта избивает ревнивый парень Донны, хотя сам Уолт больше переживал из-за того, что над ним будут издеваться совсем по другой причине. Харлан предлагает Тому вернуться в фирму. Мэгги извиняется перед Уолтом. |            |                          |                        |                             |                 |             |                     |
| 17 | 4          | «Borderline»             | Майкл Филдс            | Генри Алонсо Майерс         | 15 ноября 2013  | 4X5204      | 0,78                |
| По заданию Лариссы, Кэрри находит молодого писателя Адама Уивера — при первой же встрече он полностью очаровывает девушку. Беннет устанавливает правила в отношениях с Уолтом, что заставляет юношу усомниться в своих чувствах. Том устраивает ужин, чтобы познакомить дочерей с Дэб и её невыносимым сыном Диланом, и вскоре сёстры объединяются перед лицом общего врага. Тем временем, Себастьян утешается в объятиях другой женщины. |            |                          |                        |                             |                 |             |                     |
| 18 | 5          | «Too Close For Comfort»  | Зетна Фуэнтес          | Джессика Куэллер            | 22 ноября 2013  | 4X5205      | 0,71                |
| Кэрри очень не нравится, что Уивер читал её дневник. Узнав о том, что его мать собирается замуж, Себастьян обращается за юридической помощью к отцу Кэрри. Мышь начинает переживать, когда Уэс выигрывает титул короля школьного бала. Саманта находит новую работу и место для проживания. Когда Миллеру удаётся окончательно завоевать расположение Тома, Доррит порывает с юношей. |            |                          |                        |                             |                 |             |                     |
| 19 | 6          | «The Safety Dance»       | Дэвид Уоррен           | Саша Росчайлд               | 6 декабря 2013  | 4X5206      | 0,90                |
| Кэрри никак не может выбрать тему для эссе, которое она должна написать. Когда же к ней приходит вдохновение, Уивер отговаривает её писать о сексе. Между тем, Мэгги узнаёт, что беременна от Саймона и обращается за поддержкой к Себастьяну. Кэрри расстаётся с Уивером. Ларисса решает устроить Харлану сюрприз в виде секса втроём, где приглашённой звездой станет Саманта, однако всё складывается не совсем так, как планировалось.                                                                                                   |            |                          |                        |                             |                 |             |                     |
| 20 | 7          | «I Heard A Rumor»        | Норман Бакли           | Эми Б. Харрис               | 13 декабря 2013 | 4X5207      | 0,70                |
| После того, как Уивер нелестно отозвался о Кэрри в интервью для одной из газет, Кэрри начинает распускать слухи об Уивире. Себастьян всячески пытается поддержать Мэгги, но девушке не нравятся школьные слухи о том, что они якобы встречаются. Родители Уолта узнают, что он гей. Мышь пытается добавить остроты в её роман с Уэстом. |            |                          |                        |                             |                 |             |                     |
| 21 | 8          | «The Second Time Around» | Дженис Кук             | Терри Мински                | 20 декабря 2013 | 4X5208      | 0,87                |
| Мышь безумно рада тому, что её зачислили в Гарвард, но открывшаяся правда о том, как это произошло, ставит под угрозы её отношения с Уэстом. Ларисса даёт Кэрри последний шанс, чтобы стать автором в «Interview». Родители Уолта выгоняют его из дома, и юноша находит пристанище у семьи Брэдшоу. Отношения Себастьяна и его отца налаживаются. Мэгги рассказывает своему отцу, от кого она забеременела. |            |                          |                        |                             |                 |             |                     |
| 22 | 9          | «Under Pressure»         | Энди Волк              | Логан Слэктер               | 3 января 2014   | 4X5209      | 0,99                |
| Том оставляется девочек одних, когда вынужден заняться важным делом в конторе. По совету Донны, Доррит устраивает шумную вечеринку, которая быстро выходит из-под контроля. Кэрри опасается, что её отношения с Себастьяном обречены. Ларисса говорит Кэрри, что обручена с Харланом. |            |                          |                        |                             |                 |             |                     |
| 23 | 10         | «Date Expectations»      | Эми Хэкэрлинг          | Джессика О'Тул и Эми Рардин | 10 января 2014  | 4X5210      | 0,81                |
| В преддверии Дня Святого Валентина, Кэрри узнаёт, что Себастьян слишком занят своим бизнес-проектом и не сможет быть с ней в праздник. Оказавшись в клубе, Ларисса начинает ревновать, что Саманта приковывает гораздо больше взглядов, чем она. Беннет встречает знакомого, который сообщает новость, положившую конец отношениям молодого человека с Уолтом. |            |                          |                        |                             |                 |             |                     |
| 24 | 11         | «Hungry Like The Wolf»   | Сара Прайс             | Генри Алонсо Майерс         | 17 января 2014  | 4X5211      | 0,86                |
| Беннет тяжело переживает разрыв с Уолтом и забывает о работе. Желая помочь другу, Кэрри в тайне выполняет за него его работу, вызывая восторг Лариссы, не подозревающей, что последнюю статью написала Кэрри. Себастьян передаёт деньги из трастового фонда своему отцу. Следуя совету Мыши и Донны не торопиться с сексом, Мэгги слишком усердствует и её молодой человек считает, что она хочет с ним порвать. Том сталкивает на работе с коварным соперником, но Доррит неожиданно приходит на помощь.                                    |            |                          |                        |                             |                 |             |                     |
| 25 | 12         | «This Is The Time»       | Джейсон Рейлли         | Саша Ротчайлд               | 24 января 2014  | 4X5212      | 0,90                |
| Друзья готовятся к выпускному балу. Поскольку ни у кого нет пары, ребята решают пойти туда вместе. Ларисса предлагает Кэрри работу в журнале «Interview». Узнав об этом, Том угрожает дочери, что перестанет давать ей деньги, если девушка решит не поступать в колледж. Маус, узнав секрет Донны, угрожает раскрыть его. Уол решает вернуться к Беннету, а Мэгги не уверена, всё ли у неё сложится с Питом. Между тем, Себастьян также оказывается перед сложным выбором — карьера или любовь?                                             |            |                          |                        |                             |                 |             |                     |
| 26 | 13         | «Run To You»             | Эндрю МакКарти         | Эми Б. Харрис               | 31 января 2014  | 4X5213      | 0,86                |
| Ребята заканчивают школу. Кэрри теряет работу после увольнения Лариссы и возможность поступить в колледж. Мэгги пытается раскрыть секрет Пита. Кэрри на время переезжает к Себастьяну. Саманта хочет уехать из Нью-Йорка. После очередной ссоры с отцом Кэрри узнаёт о планах Себастьяна переехать в Калифорнию — юноша просить возлюбленную поехать вместе с ним. Ларисса и Харлан устраивают грандиозную свадьбу. |            |                          |                        |                             |                 |             |                     |